# Björk (альбом)
«Björk» — дебютный студийный альбом исландской певицы Бьорк, изданный в 1977 году.

## Об альбоме
Появление юной певицы на радио в 1976 году с песней «I Love to Love» поспособствовало заключению контракта со звукозаписывающей компанией.
Пластинка «Björk» представляет собой смесь песен, переведенных на исландский язык (таких как «The Fool on the Hill» ('Álfur Út Úr Hól') группы «The Beatles») и песен, написанных специально для альбома (например, «Arabadrengurinn»). Также одна из композиций была сочинена 11-летней Бьорк самостоятельно. Помимо вокала, Бьорк записала для альбома партии на флейте и саксофоне. Разработкой обложки занималась мать Бьорк, Хильдур Хауксдоттир. Фотография была сделана на студии в Рейкьявике.
Альбом вышел на кассетах и виниле ограниченным тиражом (менее 7000 копий) и редко встречается за пределами Исландии. На заработанные от продаж альбома деньги Бьорк купила себе пианино и сама начала писать песни.

## Список композиций
1. «Arabadrengurinn» (The Arab Boy) (Sævar) — 5:00
2. «Búkolla» (Your Kiss Is Sweet) (Стиви Уандер; Сирита Райт) — 3:16
3. «Alta Mira» (Эдгар Уинтер) — 2:30
4. «Jóhannes Kjarval» (Björk Guðmundsdóttir) — 2:15
5. «Fúsi Hreindýr» — 3:27
6. «Himnaför» — 2:32
7. «Óliver» — 2:47
8. «Álfur Út Úr Hól» (The Fool on the Hill) (Леннон — Маккартни) — 3:04
9. «Músastiginn» — 2:44
10. «Bænin» (Christopher Robin) (Мелани Сафка) — 2:00